# Hold My Hand (chanson de Michael Jackson)
Cet article concerne la chanson de Michael Jackson. Pour la chanson de Sean Paul, voir Hold My Hand.
Pour les articles homonymes, voir Hold My Hand.
Singles de Michael Jackson
This Is It
(2009) Hollywood Tonight
(2011)
Pistes de Michael
Hollywood Tonight
(2)
Hold My Hand est le second single posthume de Michael Jackson (après This Is It). Cette chanson est un duo avec Akon, et le premier single de l'album posthume Michael.
Hold My Hand a été enregistrée en 2008, et Akon a fini les arrangements en 2010, quelques jours avant la sortie du single. Une note manuscrite de Michael Jackson appartenant à The Estate Of Michael Jackson indiquait son souhait que Hold My Hand soit le premier single de son futur projet.
Une version démo de la chanson apparaît sur le net en 2008. Quand la fuite a eu lieu, Akon a dit : « Le monde n'était pas prêt à entendre Hold My Hand quand elle a fui deux ans plus tôt. Nous étions dévastés à ce sujet. Mais son heure est venue ; dans sa version finale, c'est une incroyable et belle chanson, un hymne. ».
La chanson est sortie le 15 novembre 2010, à 12:01 EST, en tant que single, et disponible en streaming sur le site de Michael Jackson.

## Le clip
Il est constitué principalement de personnes qui se prennent la main, d'enfants qui imitent les danses typiques de Michael et d'images d'archives des tournées de Michael (principalement du Dangerous World Tour).